# Julia Rotherbl
Julia Rotherbl (* 28. Dezember 1980) ist eine deutsche Journalistin und Chefredakteurin der Zeitschriften Apotheken Umschau, Baby und Familie, Diabetes Ratgeber und Senioren Ratgeber.

## Leben
Rotherbl studierte Germanistik, Politikwissenschaften und Geschichte an der LMU München. Anschließend machte sie ein Tageszeitungsvolontariat beim Münchner Merkur. Von 2008 bis 2011 arbeitete sie Redakteurin des Wort und Bild Verlags für die Zeitschriften Baby und Familie und Apotheken Umschau. Ab 2011 war sie für vier Jahre Redakteurin und Ressortleiterin Text beim Frauenmagazin Cosmopolitan. 2015 kehrte sie als Textchefin zur Apotheken Umschau zurück. 2021 wurde Rotherbl zur Chefredakteurin neben Dennis Ballwieser bei der Apotheken Umschau ernannt. Seit März 2023 bildet sie mit Ballwieser, Tina Haase und Stefan Schweiger die Chefredaktion der vier Zeitschriften Apotheken Umschau, Baby und Familie, Diabetes Ratgeber und Senioren Ratgeber innerhalb des Wort und Bild Verlags.